# Sergio Porcedda
Sergio Porcedda (Cagliari, 2 dicembre 1959) è un imprenditore italiano.

## Attività imprenditoriale
Porcedda si forma nel settore della moda (abbigliamento e calzature), in seguito diversifica le proprie attività operando nel settore turistico e nel settore della ricettività alberghiera, immobiliare e finanziaria. È stato consigliere d'amministrazione della Banca di Cagliari e della SFIRS (Società Finanziaria Regione Sardegna). Possiede numerose attività, fra le quali Il Lido a Cagliari ed è proprietario della discoteca Tsunami. Socio della Baie Investimenti Turistici, società che fino al 23 dicembre 2010 possedeva l'Hotel Riviera a Carloforte, passato al Bologna FC 1909 e impegnato per evitare il fallimento della società stessa. Di fatto l'hotel è servito a chiudere i conti della società che aveva un patrimonio netto negativo. Viene arrestato il 7 febbraio 2013 dalla Guardia di Finanza con l'accusa di bancarotta fraudolenta nel fallimento della clinica privata "Città di Quartu".

## Attività sportiva
Porcedda prova per la prima volta ad entrare nel mondo del calcio nel 2005, cercando di rilevare il Cagliari Calcio di Massimo Cellino, ma senza successo.
Nell'estate del 2010 rileva l'80% del pacchetto azionario della società calcistica del Bologna, fino a quel momento di proprietà della famiglia Menarini (che mantiene il rimanente 20%), assumendone la presidenza.
Nel club inserisce, oltre al figlio Andrea come consigliere, l'amministratore delegato Silvino Marras ed il direttore sportivo Carmine Longo. Vice presidente è il suo amico Lorenzo Giannuzzi, nonché direttore del Forte Village.
La loro gestione è contraddistinta da un calciomercato molto attivo, con un deciso rinnovamento dell'organico, culminato con l'esonero dell'allenatore Franco Colomba, sostituito con Alberto Malesani, all'immediata vigilia del campionato. Sul piano societario, tuttavia, emergono problematiche di natura economica, che sfociano, il 18 novembre 2010, nel deferimento di Sergio Porcedda e di Silvino Marras alla Commissione Disciplinare Nazionale dal Procuratore Federale, a seguito di segnalazione della COVISOC "per la mancata attestazione agli Organi Federali competenti del pagamento delle ritenute IRPEF relative agli emolumenti dovuti per le mensilità di maggio e giugno 2010, nei termini stabiliti dalle disposizioni federali". Viene anche deferito il Bologna Calcio "a titolo di responsabilità diretta per le violazioni disciplinari ascritte ai propri legali rappresentanti".
A seguito di tale deferimento Porcedda e Marras vengono inibiti per 6 mesi ed il Bologna penalizzato di un punto in classifica da scontare nel campionato in corso.
Il 19 novembre il presidente viene pesantemente contestato dalla tifoseria rossoblu ed è costretto a lasciare il centro tecnico del Bologna scortato dalla polizia.
Il 17 dicembre Porcedda, assieme all'amministratore delegato Silvino Marras, è nuovamente deferito "per la mancata attestazione agli Organi Federali competenti del pagamento degli emolumenti dovuti ai propri tesserati per le mensilità di luglio, agosto e settembre 2010, entro il termine del 15/11/2010 stabilito dalle disposizioni federali" e "per la mancata attestazione agli Organi Federali competenti del pagamento delle ritenute Irpef e dei contributi Enpals relativi agli emolumenti dovuti ai propri tesserati per le mensilità di luglio, agosto e settembre 2010, entro il termine del 15 novembre 2010 stabilito dalle disposizioni federali". Il Bologna Calcio viene rimesso in vendita e il successivo 23 dicembre viene acquistato dalla cordata imprenditoriale "Comitato Bologna 2010", guidata da Massimo Zanetti, proprietario dell'azienda produttrice di caffè Segafredo Zanetti.
Il 13 gennaio 2011 Porcedda, che non si presenta in Procura federale né fornisce una memoria difensiva, viene inibito nuovamente per 6 mesi dalla Commissione disciplinare nazionale, mentre il Bologna subisce un'ulteriore penalizzazione di due punti in classifica e Marras patteggia 2 mesi e 20 giorni.